# 特里皮利亞 (基輔州)
50°06′59″N 30°46′14″E / 50.11639°N 30.77056°E
特里皮利亞（羅馬化：Trypillia）是位於烏克蘭北部的村莊，由基辅州奧布希夫區的烏克蘭卡市鎮負責管轄。該村處於基輔以南40公里，面積266平方公里，海拔高度144米，2005年人口2,800。该地曾出土克克塔尼文化遗址。